# Franciszek Ryll
Franciszek Ryll (ur. 25 czerwca 1878 w Poznaniu, zm. 6 września 1928 tamże) – polski aktor, reżyser, powstaniec wielkopolski (1918-1919).

## Życiorys
Pracę jako aktor rozpoczął po 1900. Od 1906 pracował w teatrze w Wilnie. W 1912 powrócił Teatru Polskiego w Poznaniu.
Grał role m.in. w "Dziadach" Mickiewicza, "Grajże grajku" Lenartowicza, "Piosenkach żołnierskich" Wilkanowicza, "Dzikiej kaczce" Ibsena. Za najwybitniejsze uznaje się jego role profesora w komedii Winawera "Roztwór prof. Pytla", proboszcza w "Miłość czuwa", Horodniczego w "Rewizorze", w "Teściu" Abrahamowicza i Ruszkowskiego, w "Damach i Huzarach" kapelana, później majora, organistę w "Zaczarowanym Kole" w "Grubych Rybach" Pagatowicza, św. Gwalberta w "Lilii Wenedzie", Chrystala w "Sawantkach" Moliera, Wycióra w "Dziejach Salonu", Fonsia w "Weselu Fonsia" Ruszkowskiego, Barnabę w "Chrześniaku Wojennym", Clausa w "Burmistrzu ze Stylmondu" - Maeterlincka.
Grał Michała Drzymałę w filmie "Odrodzona Polska" (1924).
Członek honorowy ZASP od 1925. Doctor honoris causa, nestor i Mistrz organizacji "Dom Artystów".
Spoczywa na cmentarzu Zasłużonych Wielkopolan.